# モンツキハギ
モンツキハギ （紋付剥、学名：Acanthurus olivaceus、英名：Orangespot surgeonfish）は、スズキ目ニザダイ亜目ニザダイ科に属する魚。

## 分布
東部インド洋から中部・西部太平洋の熱帯域に生息する。日本では南日本の太平洋沿岸、伊豆諸島、小笠原諸島、琉球列島などに生息する。

## 生態

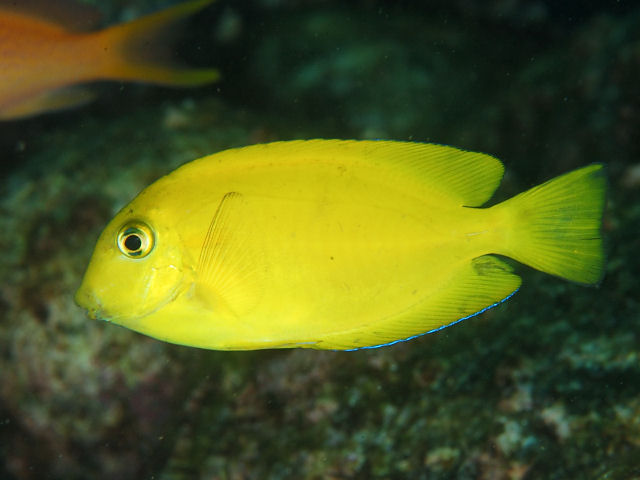
ヘラルドコガネヤッコに擬態した幼魚

体長は25cm程度。体色は茶色で眼の後方にオレンジ色の斑紋があるのが特徴である。幼魚はヘラルドコガネヤッコに擬態して身を守る。3mから20mの浅いサンゴ礁や岩礁を複数で泳ぎ、太平洋沿岸では季節来遊魚として見ることができる。藻類やデトリタスを食べる。

## 利用
刺し網漁で捕獲され、食用として利用される。主に沖縄県で安価で流通する。幼魚は観賞魚として利用される。